# Předslavice
Předslavice [ˈpr̝̊ɛdslavɪt͡sɛ] (deutsch Pschedslawitz, auch Předslawitz) ist eine Gemeinde in Tschechien. Sie liegt sechs Kilometer südöstlich von Volyně und gehört zum Okres Strakonice.

## Geographie

### Geographische Lage

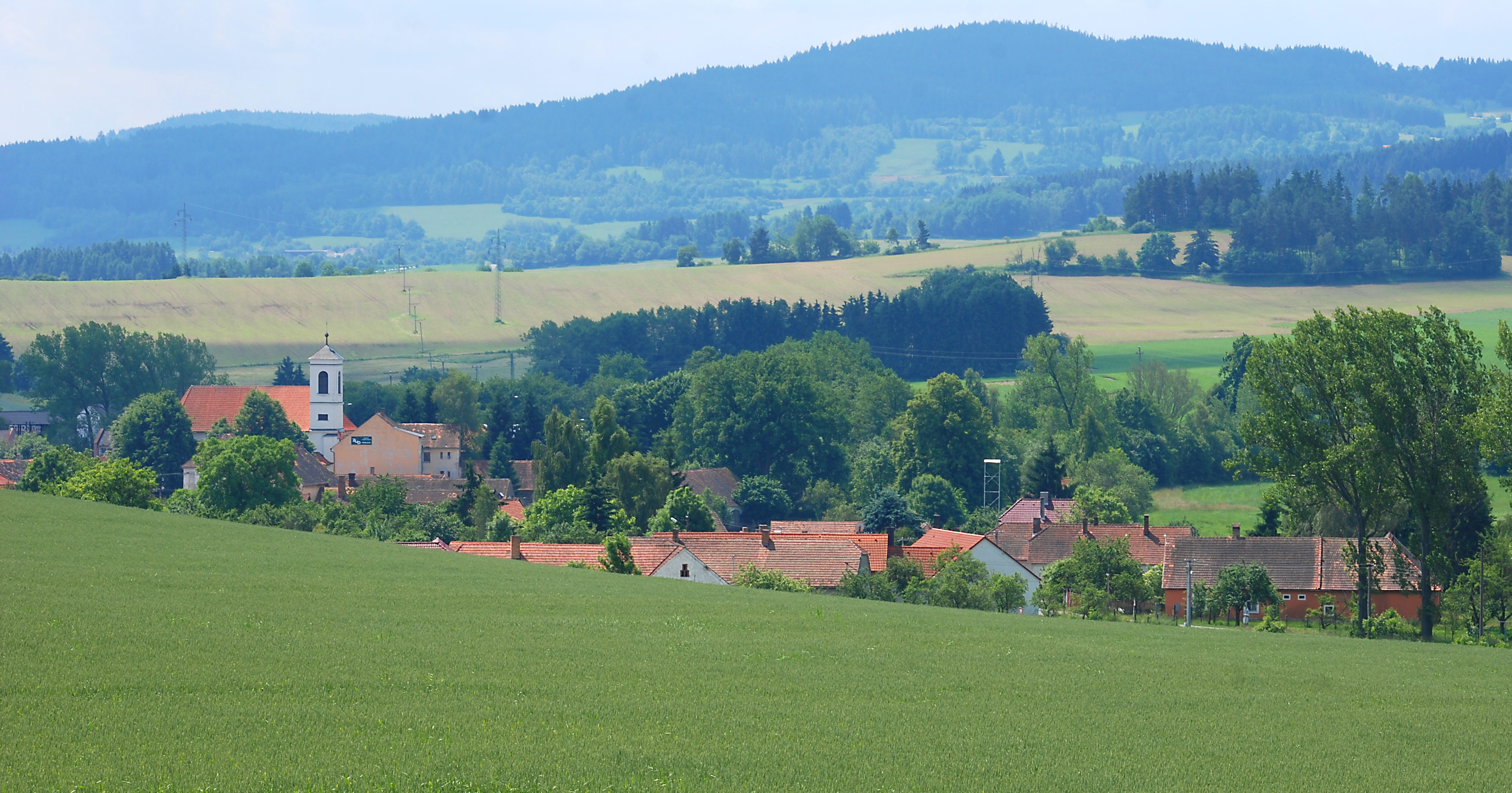
Predslavice

Předslavice befindet sich in der Talmulde des Baches Tvrzický potok im Vorland des Böhmerwaldes. Nördlich erheben sich der Račí (613 m), die V Hoře (591 m) und der Kostelec (562 m), im Nordosten die Horní hora (581 m), südlich der Bičoňovec (607 m) und die Štítovina (603 m) sowie im Westen der Brankovec (639 m). Durch den Ort führt die Staatsstraße II/144 zwischen Volyně und Vlachovo Březí.

### Gemeindegliederung
Die Gemeinde Předslavice besteht aus den Ortsteilen Kakovice (Kakowitz), Marčovice (Martschowitz), Předslavice (Pschedlawitz), Úlehle (Aulechle) und Všechlapy (Schechlap), den Ansiedlungen Kalce (Kalzi) und Kamenná (Steinsdorf) sowie drei Häusern von Beneda.

### Nachbargemeinden
Nachbarorte sind Litochovice im Norden, Marčovice, Kakovice und Jiřetice im Nordosten, Kamenná und Všechlapy im Osten, Javornice, Tvrzice, Pahrbek und Újezdec im Südosten, Želibořice und Bušanovice im Süden, Beneda, Úlehle, Straňovice und Malenice im Südwesten, Kalce und Zlešice im Westen sowie Černětice und Račí im Nordwesten.

## Geschichte
Funde slawischer Urnengräber lassen darauf schließen, dass das Dorf wahrscheinlich im 9. Jahrhundert gegründet wurde. Durch den Ort führte der Deutsche Steig, ein alter Handelsweg von Freyung nach Plzeň und Písek. Auf dem Hügel Kostelec über dem Tal entstand die älteste christliche Kirche von Předslavice.
Im Jahre 1350 wurde die zum Woliner Dekanat gehörige Kirche des hl. Wenzel erstmals erwähnt. Die erste urkundliche Erwähnung des nach dem alttschechischen Personennamen Předslav benannten Dorfes erfolgte 1352 als Besitz der Vladiken von Tupesy. Später war der in Diensten der Rosenberger stehende Helfenburger Burggraf Linhart von Češtice Besitzer des Gutes. Ihm folgte 1398 Veclín von Předslavice und danach dessen Sohn Jan, der 1415 zu den Mitunterzeichnern der Protestation an das Konstanzer Konzil gegen die Verbrennung von Jan Hus gehörte. 1491 erwarben die Řepický von Sudoměř das Gut. Im Dreißigjährigen Krieg litt das Dorf unter Einquartierungen. Nach den Überlieferungen flüchtete ein Teil der Bauern in den Wald Mlak. In der berní rula von 1654 sind für Předslavice nur noch elf bewirtschafte Höfe aufgeführt, der Rest lag wüst. Neue Besitzer wurden die Freiherren Hieserle von Chodow. Im Jahre 1684 verkaufte Wenzel Michael Hieserle Freiherr von Chodow (Václav Michal Hýzrle z Chodů) das Allodialgut Předslawitz wegen Überschuldung an Gundakar von Dietrichstein, der es an seine Herrschaft Wällischbirken anschloss. Dieser konnte noch weitere Güter hinzu erwerben und ließ diese 1689 durch Kaiser Leopold I. zu einem Fideikommiss vereinigen. Der Fideikommiss fiel 1690 seinem Neffen Ferdinand Joseph von Dietrichstein zu und blieb danach im Besitz der Reichsfürsten von Dietrichstein. Eine Schule ist seit 1687 nachweislich. Im Jahre 1720 wurde die Pfarre zur Filiale von Wällischbirken. Zugleich wurde die St. Wenzelskirche auch der hl. Dreifaltigkeit geweiht. Letzter feudaler Grundherr war ab 1808 Franz Joseph von Dietrichstein-Proskau-Leslie. 1838 wurde ein neues Schulhaus eingeweiht. Im Jahre 1840 bestand Předslawitz / Předslawice aus 25 Häusern mit 133 Einwohnern. Im Dorf bestanden unter herrschaftlichen Patronat eine Pfarrkirche und eine Schule. Das ehemalige Schlösschen diente als Sitz des Wirtschaftsbeamten. Außerdem gab einen Meierhof und ein Wirtshaus. Předslawitz war Pfarrort für Aulehle (Úlehle), Beneda, Bohonitz, Buschanowitz, Czernetitz (Černětice), Iřetitz (Jiřetice), Kakowitz (Kakovice), Kamena (Kamenná), Koytschin (Koječín), Markowitz (Marčovice), Tscheprowitz, Twrsitz, Wssechlap (Všechlapy) und Zelliborzitz (Želibořice). Im Jahre 1846 waren in Předslawitz 196 Kinder aus 16 Dörfern eingeschult. Bis zur Mitte des 19. Jahrhunderts blieb das Dorf immer der Fideikommissherrschaft Wällischbirken untertänig.
Nach der Aufhebung der Patrimonialherrschaften bildete Předslavice / Předslawitz ab 1850 mit den Ortsteilen Bušanovice und Úlehle eine Gemeinde im Bezirk Strakonitz und Gerichtsbezirk Wolin. Die Předslavicer Schule nahm 1887 den dreiklassigen Unterricht auf. 1900 löste sich Bušanovice los und bildete eine eigene Gemeinde. Im Jahre 1902 brannte die Schule nieder. Im selben Jahre begann der Wiederaufbau, Bauverzögerungen führten jedoch dazu, dass der Unterricht eine Zeitlang weiterhin in Provisorien erfolgte. Im Jahre 1906 lebten in den 33 Häusern von Předslavice 242 Personen. Im Zuge der Bodenreform wurden 1920 95 ha der Gutes parzelliert. Der Anschluss an die Stromversorgung erfolgte 1927. 1950 wurde die Dorfschule geschlossen. Am 1. Juli 1960 wurden Marčovice (mit Kakovice) und Všechlapy (mit Kamenná) eingemeindet.

## Kultur und Sehenswürdigkeiten
- Pfarrkirche der hl. Dreifaltigkeit und des hl. Wenzel; der zu Beginn des 13. Jahrhunderts errichtete romanische Bau wurde zwischen 1655 und 1660 barock umgestaltet. Der Woliner Dekan Siegmund Hieserle von Chodow (Zikmund Hýzrle) stiftete der Kirche 1684 anlässlich seiner Ernennung zum Kanoniker beim Vyšehrader Kapitel einen neuen Altar. 1839 erfolgte der Anbau des Kirchturmes.
- Pfarrhaus, eingeschossiger Bau mit steinernem Portal
- Giebelhöfe Nr. 4 und 18 im Bauernbarockstil, errichtet von Jakub Bursa
- Neoromanische Rotunde nördlich über dem Dorf auf dem Hügel Kostelec, ihr Bau wurde 1937 von František Teplý finanziert. An ihrer Stelle befand sich vor dem Bau der Dreifaltigkeitskirche ein Kirchlein
- Geburtshaus von František Teplý in Marčovice
- Gedenkstein für die Gefallenen des Ersten Weltkrieges

## Söhne und Töchter der Gemeinde
- František Teplý (1867–1945), Priester, Archivar und Heimatforscher, geboren in Marčovice